# Captain Marvel (Marvel Comics)

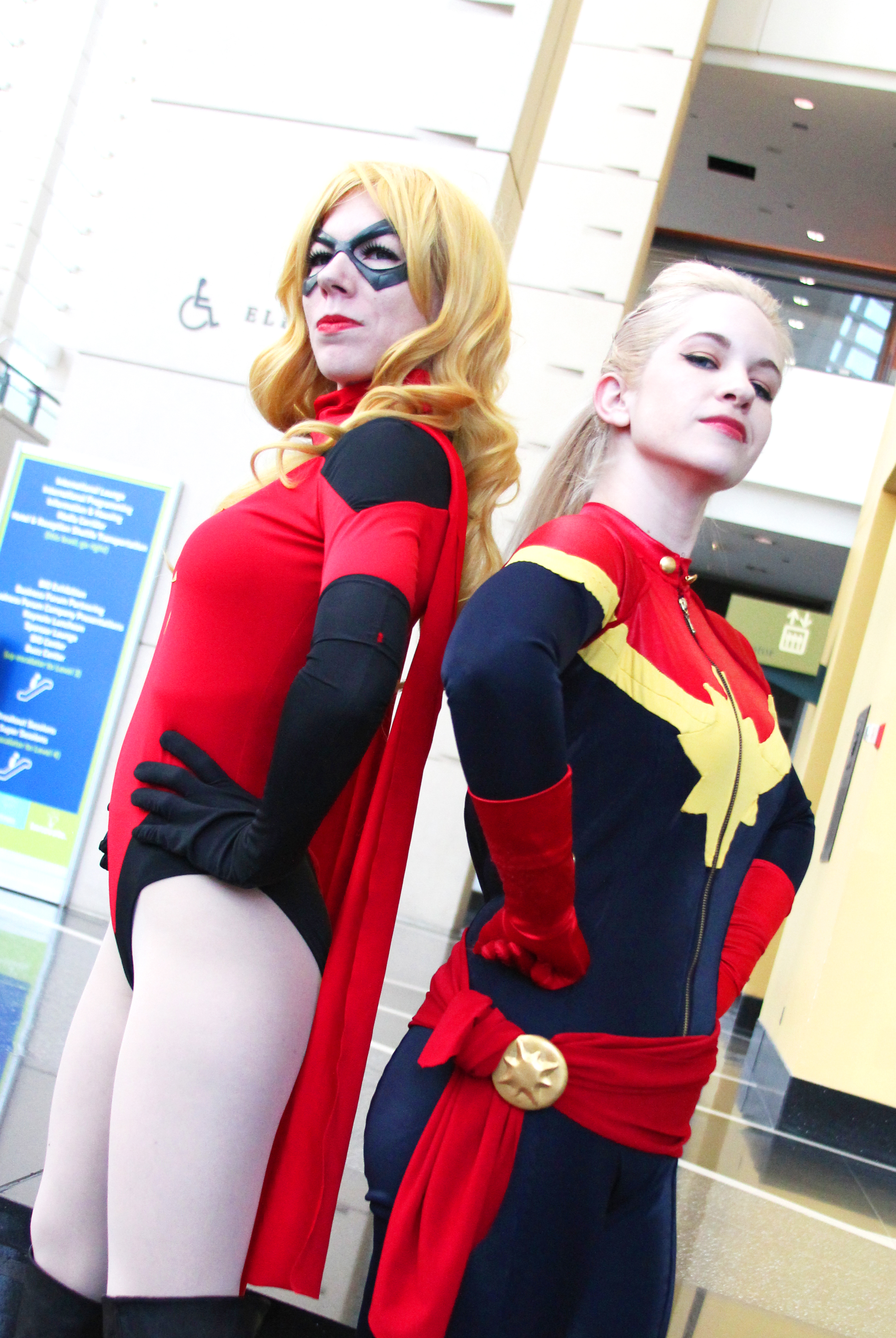
Cosplayer in den Kostümen von Carol Danvers als Captain Marvel (r.) bzw. ihrer Feindin Karla Sofen (l.)

Captain Marvel ist der Name mehrerer Superhelden, die seit 1967 von Marvel Comics erfunden wurden und Hauptfiguren in der gleichnamigen Comicserie Captain Marvel sowie anderen Marvel-Veröffentlichungen darstellen. Die Ähnlichkeit mit dem namensgleichen Superhelden von DC Comics war der Mittelpunkt mehrerer juristischer Konflikte.

## Beschreibung
Im Jahre 1967 feierte der erste Captain Marvel, ein heldenhafter Außerirdischer namens Mar-Vell, im Comic Marvel Super-Heroes #12 von Autor Stan Lee und Zeichner Gene Colan sein Debüt. Mar-Vell konnte fliegen, hatte als Vertreter der Kree-Rasse starke Solarkräfte, übersinnliche Geistesgegenwart und Superstärke. Er hatte eine irdische Tarnidentität als Dr. Walter Lawson und war bester Freund seines Kollegen Rick Jones. 1977 wurde sein weiblicher Gegenpart Ms. Marvel erfunden, in der eine US-Pilotin namens Carol Danvers ähnliche Superkräfte erhielt. Sowohl Mar-Vell als auch Carol unterhielten enge Bande mit den Rächern. Die Mar-Vell-Version von Captain Marvel existierte bis 1982, bis seine Serie aufgrund niedriger Verkaufszahlen eingestellt wurde und die Autoren ihn in The Death of Captain Marvel an Krebs sterben ließen. Der neue Captain Marvel wurde Monica Rambeau, eine Afroamerikanerin mit elektromagnetischen Kräften, die in The Amazing Spider-Man Annual #16 (1982) debütierte. In den Folgejahren wurde etabliert, dass Mar-Vells Geliebte Elysius gentechnisch zwei Kinder gezeugt hatte, Sohn Genis-Vell und Tochter Phyla-Vell, welche in den 1990er- und 2000er-Jahren die Captain-Marvel-Identität von Rambeau übernahmen. Nachdem im neuen Jahrtausend der Doppelagent Khn'nr und der Kree Noh-Varr kurzzeitig diese Rolle einnahmen, wurde 2012 Mar-Vells alte Kollegin Carol Danvers zur neuen Captain Marvel ausgerufen. Seit 2013 werden die neuen Captain-Marvel-Stories um Carol Danvers von Kelly Sue DeConnick verfasst.
2019 ist als Teil des Marvel Cinematic Universe die Verfilmung Captain Marvel erschienen.

## Juristische Konflikte
Im Jahre 1941 kam es zu einem Rechtsstreit zwischen DC Comics, denen Superman gehörte, und Fawcett Comics, denen ein Comic gehörte, in der sich ein jugendlicher Reporter namens Billy Batson durch das Codewort „Shazam!“ in einen superstarken, fliegenden Superhelden namens Captain Marvel verwandeln konnte. DC klagte Fawcett an, Superman zu plagiieren, da Superman auf der ähnlichen Prämisse aufbaute, dass ein Reporter namens Clark Kent in Wirklichkeit ein superstarker, fliegender Superheld war. Erst 1952 gab ein US-Gericht DC Recht. Da Fawcett bald bankrottging, erlosch das Interesse am Trademark der umstrittenen Serie, so dass der neue Verlag Marvel Comics die Gelegenheit nutzte, einen eigenen Captain Marvel (d. h. Mar-Vell) zu erfinden und in einem gleichnamigen Comic agieren zu lassen. Als DC Fawcett aufkaufte und ab 1972 ihren Captain-Marvel-Comic (d. h. mit Billy Batson als Hauptfigur) fortführen wollte, hielt der Verlag zwar das Copyright an der Figur, aber nicht mehr die Trademark am Namen der Comicserie. So entstand die seltsame Situation, dass Marvel einen eigenen „Captain-Marvel“-Comic publizierte und DC gezwungen war, das Comic, in dem ihr eigener Captain Marvel vorkam, nicht „Captain Marvel“ nennen zu dürfen, sondern den Ausweichnamen Shazam! zu verwenden. Da die Trademark erst erlöschen würde, wenn Marvel ihre Captain-Marvel-Serie einstellte, führte Marvel sie fort, auch wenn sie über Jahrzehnte wenig profitabel war. Im Jahre 2012 entschied sich DC, Billy Batsons Superidentität endgültig in Shazam umzutaufen: so war zum ersten Mal in einem halben Jahrhundert klar, dass „Captain Marvel“ ein Marvel-Charakter in einem gleichnamigen Marvel-Comic und „Shazam“ ein DC-Charakter in einem gleichnamigen DC-Comic war.